# Sollerön
Sollerön ist die größte Insel im See Siljan in der schwedischen Provinz Dalarnas län und der historischen Provinz Dalarna. Sie gehört zur Gemeinde Mora. Die Insel ist 7,7 km lang und 4 km breit. Die Fläche beträgt 20,5 km² und die höchste Erhebung ist nicht höher als 40 m. Die Insel hat 1215 Einwohner (Stand 2003). Hauptort auf der Insel ist der gleichnamige Tätort Sollerön.
Die Insel ist durch zwei Brücken mit dem Festland verbunden. Früheste Spuren deuten auf eine Besiedlung seit der Eisenzeit hin. 

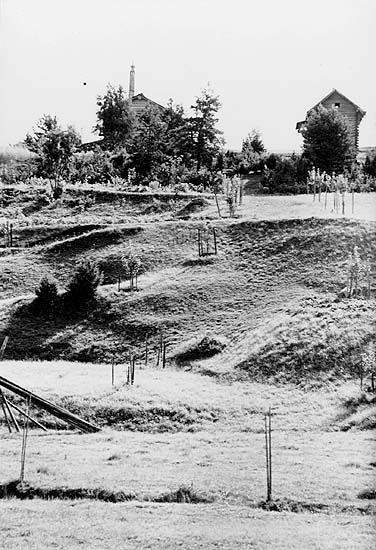
Klickbåck auf Sollerön
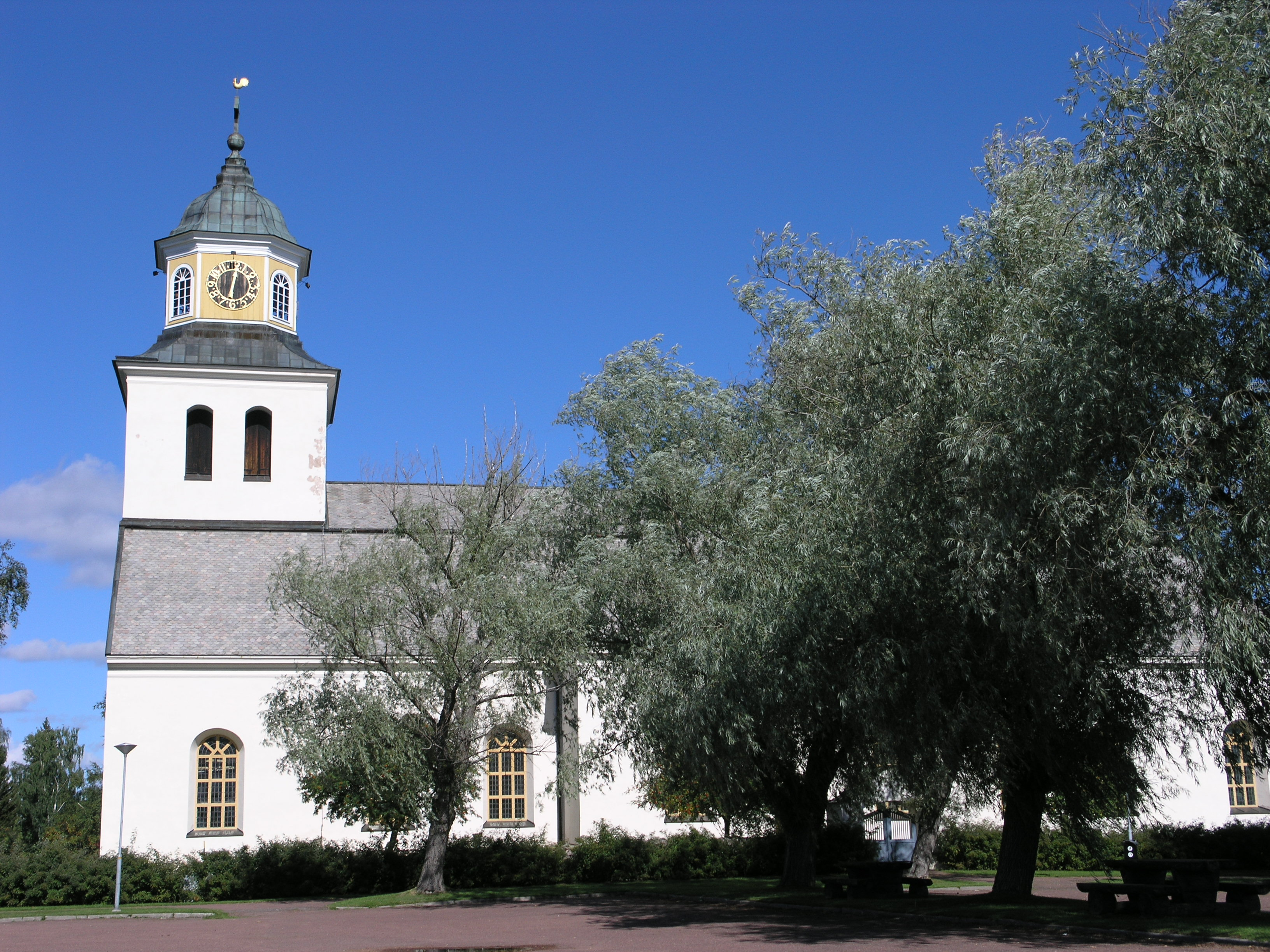
Kirche von Sollerön